# Purna
|  | Per a altres significats, vegeu «Purna (ciutat)». |

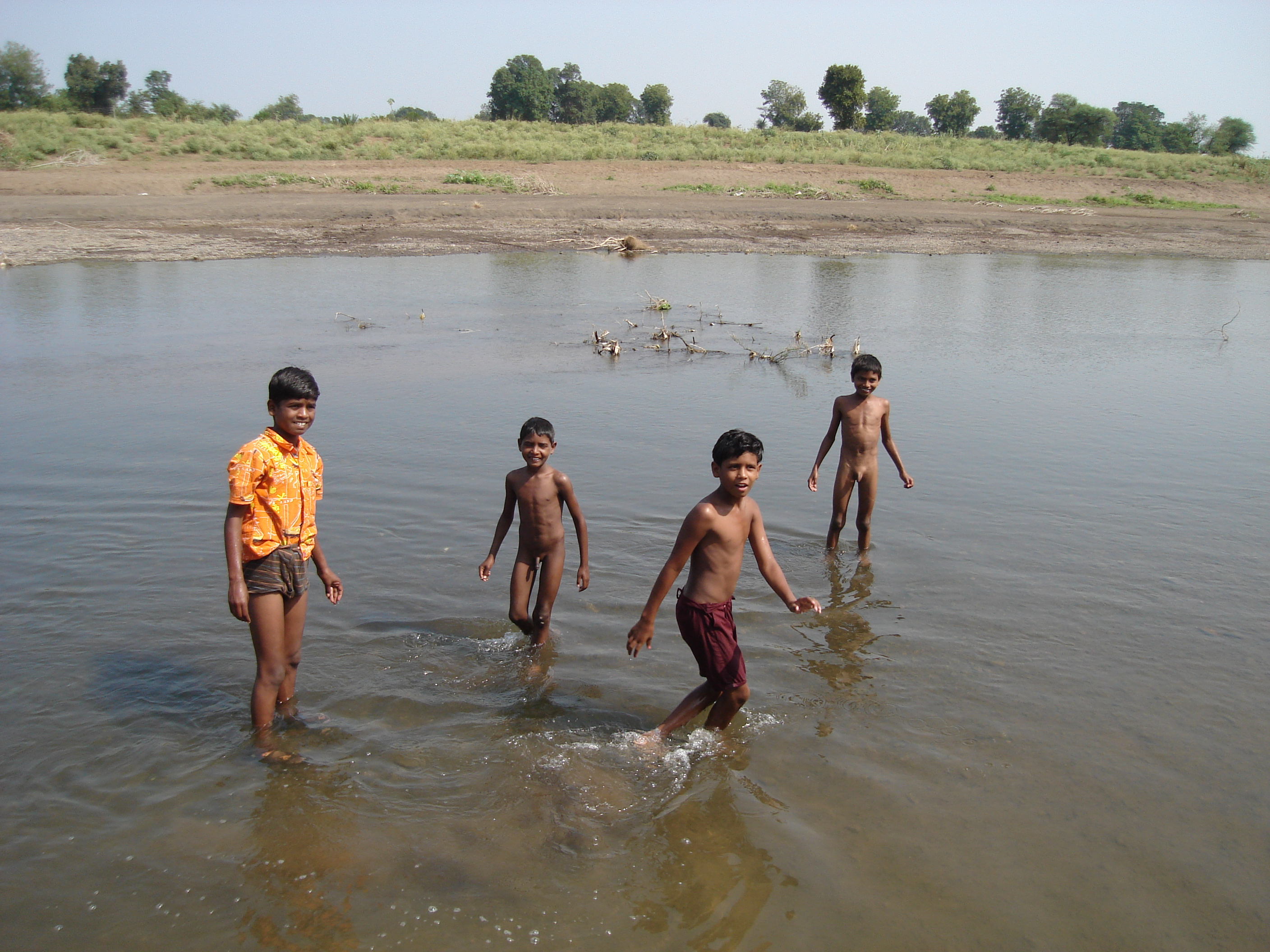
Purna

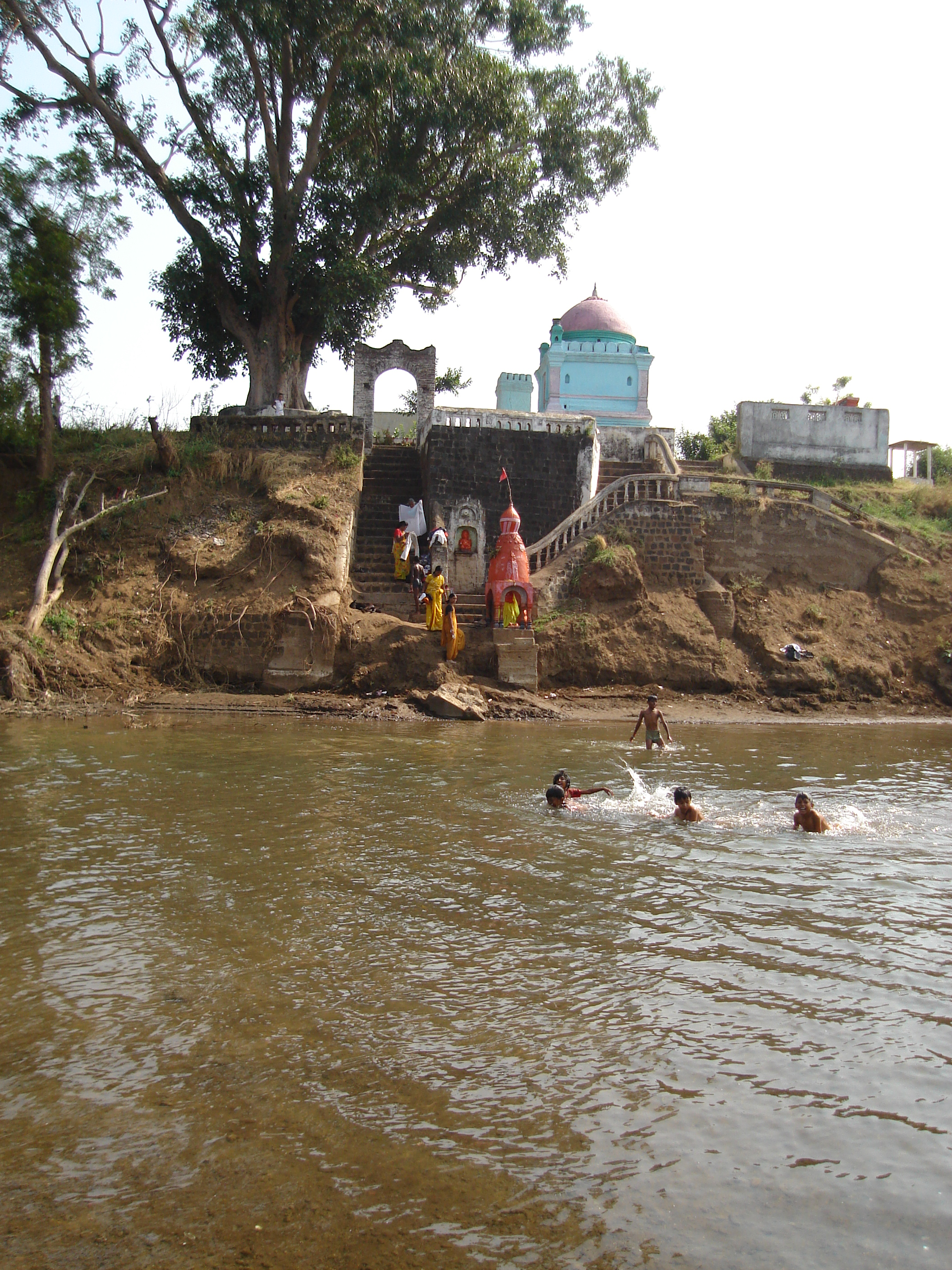
Gangamai Temple

El Purna (antic Payoshni o Paisani) és un riu de Maharashtra, a la regió de Berar, paral·lel al Tapti al que desaigua a Changdev, no lluny de Jalgaon. Neix a les muntanyes de Gawilgarh del grup de les muntanyes Satpura, prop de Pokharan, al sud de Madhya Pradesh i corre uns 80 km al sud-oest i després a l'oest, a mig camí entre les muntanyes Gawilgarh i les Balaghat, passant per Marathwada i Vidarbha, pels districtes d'Akola, Buldhana, Jalgaon, Jalna i Parbhani, fins al Tapti.
Els seus tributaris pel nord són el Bichan, el Shahnur, el Sapan, el Palor, el Chandrabhaga, el Mohasli i el Bhan; i pel sud el Kata Puma, el Murna, el Mun, el Bordl, el Ghan, el Biswa (Vishvaganga), i el Nalganga.
La seva conca és de 7500 km² i el seu curs de 170 km. El nom vol dir "complet" (que també es diu Sampurna). Apareix amb el nom d'Amru que vol dir "ambrosia", potser perquè corria per aigua salada però de bon gust i sana.
El Purna i els seus afluents s'organitzen així:
- Purna
  - Aarna
  - Pendhi
  - Uma
  - Katepurna
  - Shahanur
    - Bhavkhuri

  - Chandrabhaga 
    - Bhuleswari

  - Morna
  - Mann 
    - Mas
    - Utawali
    - Vishwamitri
    - Nirguna 
      - Gandhari

  - Aas
  - Vaan

## Altres rius amb el mateix nom
Hi ha altres rius anomenats Purna entre els quals el Purane o Purna al districte d'Hingoli a Maharashtra, i el Purna al districte de Valsad al Gujarat.

## Imatge

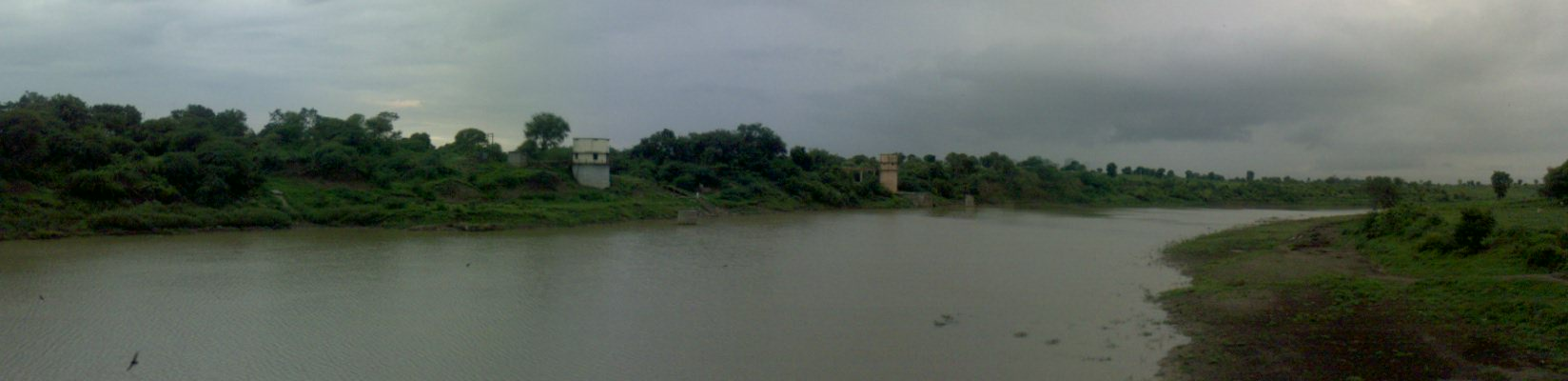
Una panoràmica del riu Purna a Dhupeshwar (Malkapur).

## Nota
1. ↑  traduït de la Wikipèdia en anglès, fonts desconegudes i discordants amb la Gaseta Imperial